# Casa de la Cascada
La Casa de la cascada o Casa Kaufmann (Anglès: Fallingwater o Kaufmann House) és una casa construïda per a Edgar Kaufmann entre 1935 i 1939 segons els plànols de l'arquitecte americà Frank Lloyd Wright. Wright fou un dels primers a crear terrasses sortints per obrir la casa enmig de la natura, l'adequació a l'entorn era un punt fort de la seva arquitectura, un dels principals trets de l'organicisme arquitectònic.
Fallingwater o la Residencia Kaufmann és una casa dissenyada per l'arquitecte Frank Lloyd Wright el 1935 en una zona rural del sud de Pennsylvania, 43 milles (69 km) el sud-est de Pittsburgh. La casa va ser construïda parcialment sobre una cascada sobre el riu Bear run en la secció Mill Run de Stewart Township, Fayette County, Pennsylvania, en les Laurel Highlands de les Allegheny Mountains. La casa va ser dissenyada per a la familia de Liliane Kaufmann i el seu marit, Edgar J. Kaufmann, propietari de Kaufmann's department store.
Time la va anomenar un cop finalitzada "el treball més maco"; i està a la llista Smithsonian's Life llista dels 28 llocs del món "que cal visitar abans de morir". Va ser designat a National Historic Landmark el 1966. El 1991, membres del American Institute of Architects la van nomenar la "millor casa de tots els temps entre els treballs de l'arquitectura Americana" i el 2007, va ser col·locada en la posició 29 en la llista de l'Arquitectura favorita Americana segons el AIA.

## Història

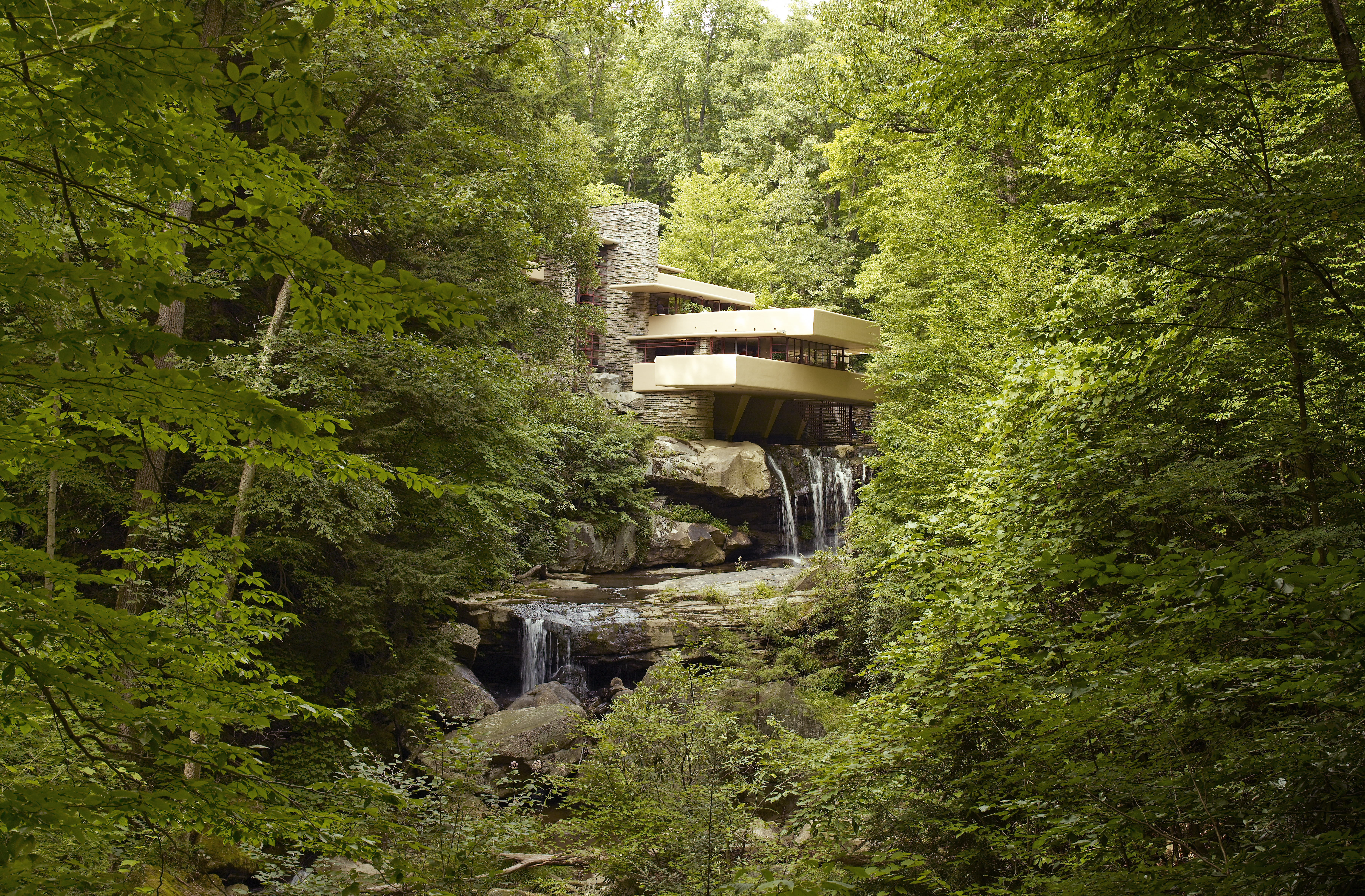
La Casa de la Cascada vista des de Bear Run.

A l'edat de 67, Frank Lloyd Wright va tenir l'oportunitat de dissenyar i construir tres edificis. Aquests tres treballs de finals dels 1930s—Fallingwater, el Johnson Wax Building a Racine, Wisconsin, i la casa de Herbert Jacobs a Madison, Wisconsin—les quals van fer-li guanyar un nom en el món de l'arquitectura.
Sr. Edgar Kaufmann va ser un home de negocis de Pittsburgh i president de Kaufmann's Department Store. El seu fill, Edgar Kaufmann jr, va estudiar arquitectura i treballà, malgrat per poc temps, sota les ordre de Wright.
El Sr. Edgar va subvencionar el cost d'una maqueta de 12-peus quadrats de Wright's Broadacre City. La maqueta es va mostrar inicialment en una Exposicion Industrial d'Arts en el Forum al Rockefeller Center el 15 d'abril del 1935.
Els Kaufmanns van viure a “La Tourelle”, una finca de French Norman dissenyada per l'arquitecte de Pittsburgh Benno Janssen (1874–1964) en el suburbi Fox Chapel en 1923.
La família també posseïa una propietat als afores de Pittsburgh, que usaven com a segona llar. Quan aquesta es va deteriorar, el senyor Kaufmann va contactar el serveis de Wright.
El 18 de desembre de 1934, Wright va visitar Bear Run i va demanar que es fes un treball topografic de l'àrea al voltant de la cascada. Un d'aquests fou dut a terme per Fayette Engineering Company de Uniontown, Pennsylvania, incloent tots els còdols, arbres, i topografia, i va ser lliurat a Wright el març de 1935.
Tal com va ser escrit en l'informe dels aprenents de Wright a Taliesin, Sr. Kaufmann un 22 de setembre Milwaukee, nou mesos després de la seva trobada inicial, va acordar trobar-se amb Wright perquè aquest li mostres els pans. Wright li havia dit a Kaufmann en una comunicació anterior que havia estat treballat en els plans, però que no havia dibuixat encara res. Després de l'esmorzar d'aquell mateix matí, entre de un grup d'aprenents molt nerviosos, Wright va dibuixar amb molta calma els plans solament en les dues hores, temps que els Kaufmann va trigar a arribar conduint des de Taliesin.
Wright preferia construir la casa per sobre de les cascades, que no pas per sota d'elles, ja que així aconseguia una bona vista d'aquestes. Rumors diuen que al principi Kaufmann no compartia les idees de Wright pel que feia el disseny. Ell hagués volgut que la casa hagués estat localitzada en la part sud de Bear Run, directament en front de les cascades.

### Disseny i construcció
Un problema que presentava l'edifici era que la localització de la part nord de Bear Run, ja que no era prou profund per sostenir els fonaments per a una casa.
Els Kaufmanns volien una casa gran, on poder donar refugi a molts convidats. A més a més, van exigir banys separats, així com un dormitori pel seu fill adult.
Es va utilitzar una estructura en voladís. El disseny estructural de Wright, amb associació d'alguns enginyers com Mendel Glickman i William Wesley Peters, qui havien estat responsables de les columnes que caracteritzen el disseny revolucionari de Wright pel Johnson_Wax_Headquarters.
Es van donar els plans preliminars a Kaufmann per a la seva aprovació el 15 d'octubre de 1935. Durant la construcció, Wright només feia visites periòdiques,ja que li va assignar la feina al seu aprenent Robert Mosher, qui va esdevenir el seu representant en aquesta transcendental obra. Wright va lliurar els dibuixos finals el març de 1936. Van començar pel pont i després la casa principal, ja a principis d'abril del mateix any.

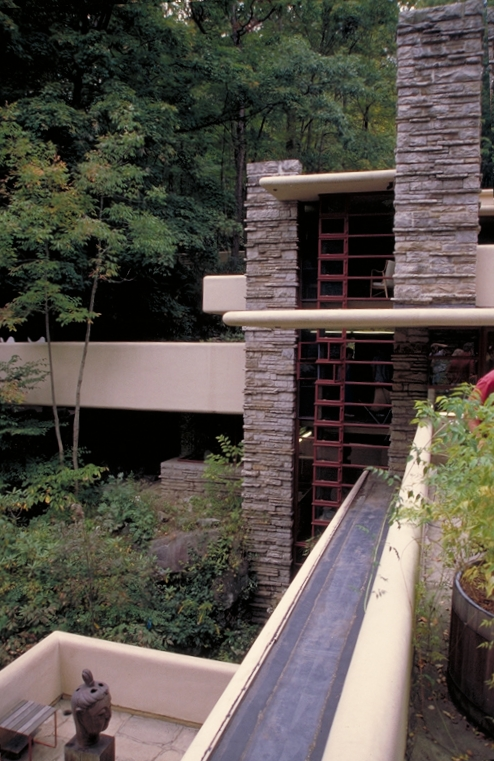
Les línies horitzontals i verticals són una característica distintiva de la casa de la cascada

La construcció va estar marcada per les desavinenteses entre Wright i Kaufmann. Per l'ús del formigó reforçat, el senyor Kaufmann va demanar un informe a una consultora exterior, fet que va ofendre a Wright, qui immediatament va demanar a Kaufmann que li retornés els seus dibuixos i li va manar que es retirés del projecte. Kaufmann va demanar perdó dies més tard a Wright, i l'informe de la consultora fou cremat cremat a una paret de pedra de la casa.
Pels pisos en voladís, Wright i el seu equip van utilitzar bigues en forma de T posades cap per avall integrades dins d'una lloca de formigó monolític, i així van formar el sostre de l'espai que hi ha a sota. L'enginyer Walter Hall va fer càlculs independents per incrementar l'acer de reforç a la llosa del primer pis. Wright va refusar el suggeriment. Mentrestant algunes fonts afirmen que l'enginyer va doblar subtilment la quantitat del reforç, segons altres fonts, fou atès a la sol·licitud dels Kaufmann.
A més a més, Walter Hall no va construir l'encofrat pel voladís una mica inclinat cap amunt per compensar la sedimentació i la deflexió de la volada. Un cop l'encofrat de formigó fou retirat, la volada va desenvolupar un buit notable. En assabentar-se de l'addició d'acer sense la seva aprovació, Wright va tornar a cridar Mosher per tal que actués.
Amb l'aprovació dels Kaufmann, els enginyers consultors van pactar amb Walter Hall d'instal·lar un mur de suport sota la principal biga de la terrassa oest. Quan Wright ho va descobrir en una visita al lloc, va fer que Mosher treies discretament el curs superior de les pedres. Quan més tard Kaufmann va confessar el que havia fet, Wright li explicà el que ell havia ordenat Mosher fer i va puntualitzar que la volada s'havia mantingut durant l'últim mes sota tests de càrregues sense el suport de les parets.
L'octubre de 1937, la casa principal estava completada.

### Cost
El cost inicial estimat va ser de US$35,000. El cost final per la casa i la casa de convidats va ser de $155,000, dividit en: la casa $75,000, l'acabament i mobiliari $22,000, la casa de convidats, el garatge i diferents sectors $50,000 i el sou de l'arquitecte $8,000. Des de 1938 fins 1941, més de $22,000 van ser gastats en detalls addicionals com els canvis en la maquinària i la il·luminació.
El cost de la restauració fou estimat en $11.5 milions en 2001.

### Utilització de la casa
La casa de la cascada va ser la residencia de la família des de 1937 fins 1963, quan Kaufmann jr. va donar la propietat de la casa a Western_Pennsylvania_Conservancy. El 1964, va ser oberta al públic com un museu. La casa rep més de 120,000 visitants cada any.
Anys més tard Kaufmann jr. va dir,
| « | "[Wright] va entendre que la gent eren criatures de la naturalesa, per tant, havia de buscar una arquitectura que s'ajustés a la naturalesa. Per exemple, malgrat que la casa de la cascada està oberta per finestres amples, la gent de l'interior està resguardada com si es trobessin en una caverna profunda. Arquitectura i natura esdevenen un sol cos." | » |

## Disseny

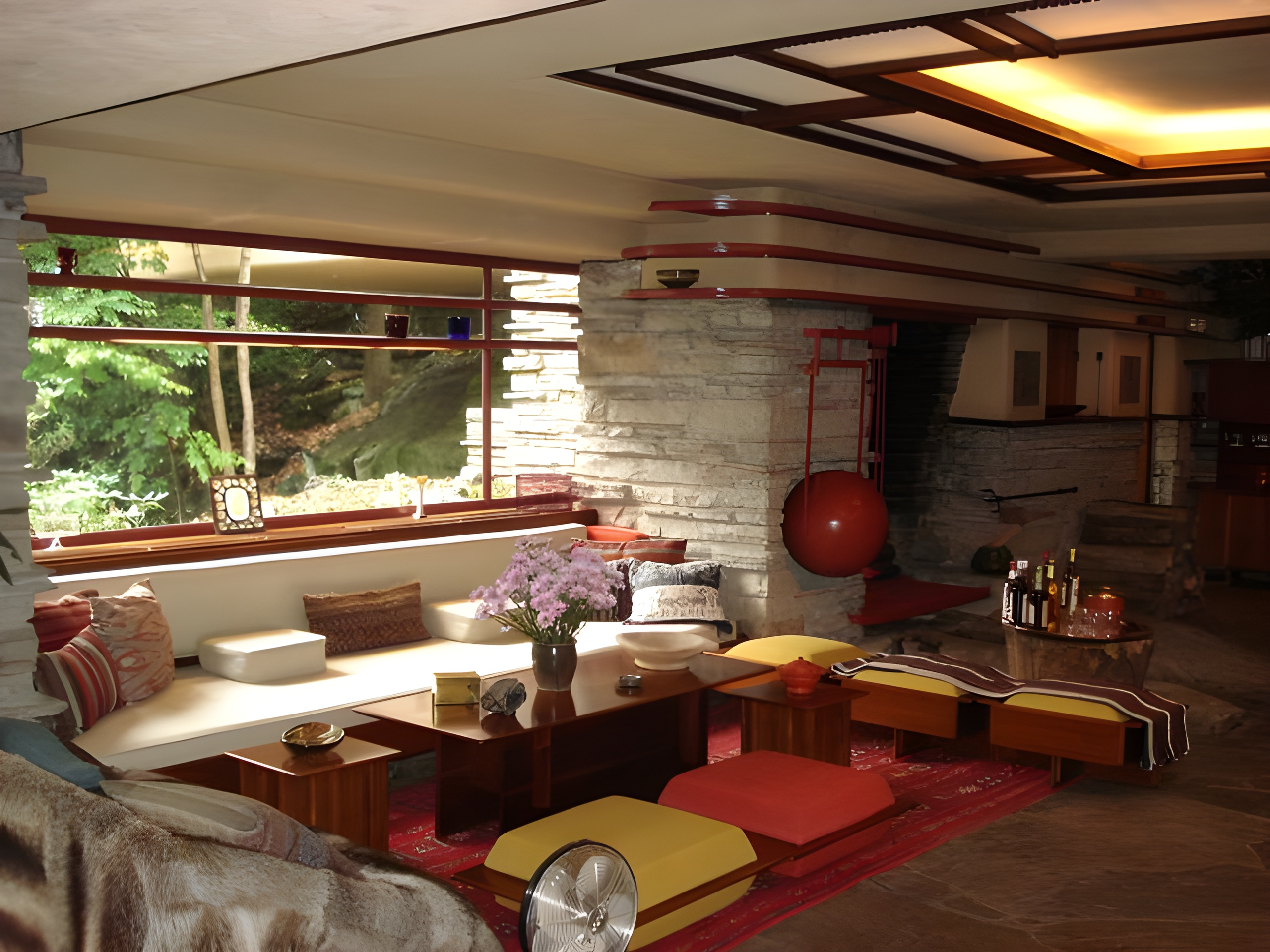
L'interior de la casa presenta una sala d'estar amb mobles dissenyats pel mateix Wright.

La casa de la cascada és una de les gran peces mestres de Wright tant pel seu dinamisme com per la seva integració amb l'entorn natural impactant. Ha estat descrita com un tour de force d'arquitectura de la filosofia orgànica de Wright.
La passió de Wright per l'arquitectura japonesa es va reflectir d'una forta manera en el disseny, particularment en la importància de la interpretació exterior i l'interior, així com el fort èmfasi entre l'harmonia de l'home i la natura.
L'arquitecte japonès Tadao Ando va dir:
| « | Crec que Wright ha aprés l'aspecte més important de l'arquitectura: el tractament de l'espai de l'arquitectura japonesa. Quan vaig visitar la casa de la cascada a Pennsylvania, vaig experimentar la mateixa sensibilitat de l'espai. Però fou la unió addicional amb la naturalesa el que em van corprendre." | » |

La integració amb l'entorn s'estén fins i tot als més petits detalls. Per exemple, en els vidres de les parets de pedra no s'utilitza marc de metall; més aviat, el vidre es troba en un buit inserit a la pedra.
Les habitacions són petites, algunes tenen els sostres baixos per animar a la gent a anar cap l'exterior o a les sales de reunió. El so de la seva aigua impregna tota la casa, especialment durant la primavera quan la neu s'està fonent. L'escala que porta a baix des de la sala d'estar al riu s'accedeix per panells de vidre que es mouen horitzontalment.

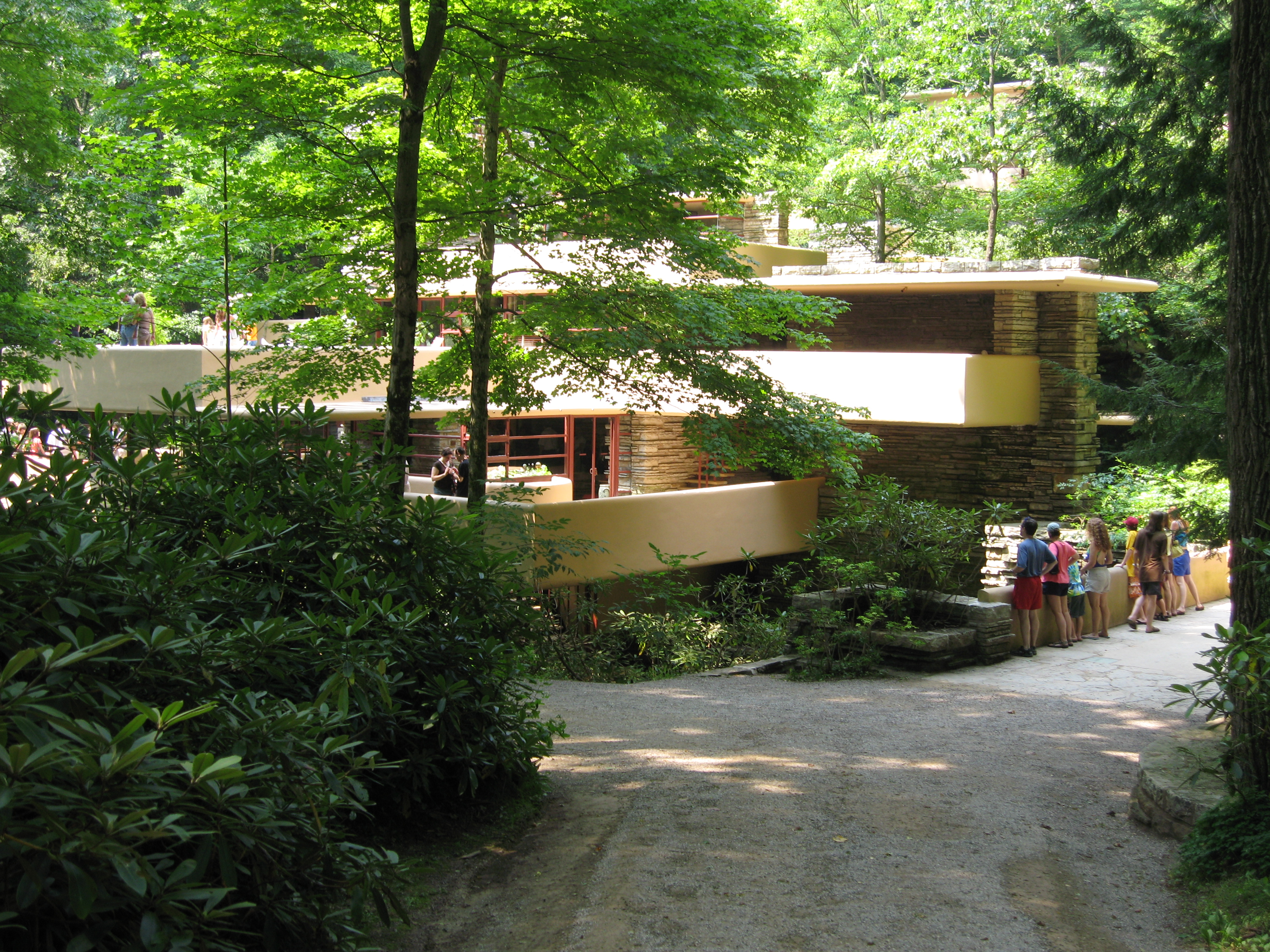
Camí que porta a l'entrada de la Casa de la Cascada

D'acord amb la visió de Wright, l'entrada principal es troba lluny de les cascades. En el vessant per sobre de la casa principal es troba un garatge, les dependències de servei, i una casa d'hostes. Aquests edificis van ser construïts dos anys més tard utilitzant la mateixa quantitat de material i d'atenció al detall com en la casa principal. Les cambres d'hostes tenen una piscina alimentada per un rierol que es desborda i es drena cap al riu avall.
Després que la Casa de la Cascada fos oberta al públic, tres cotxeres van ser adjuntades pels visitants del museu per veure una presentació al final de les seves visites guiades en Western Pennsylvania Conservancy (a qui li va confiar la casa). Kaufmann jr. va dissenyar l'interior ell mateix, sots les especificacions de Wright.

## Treballs de reparació

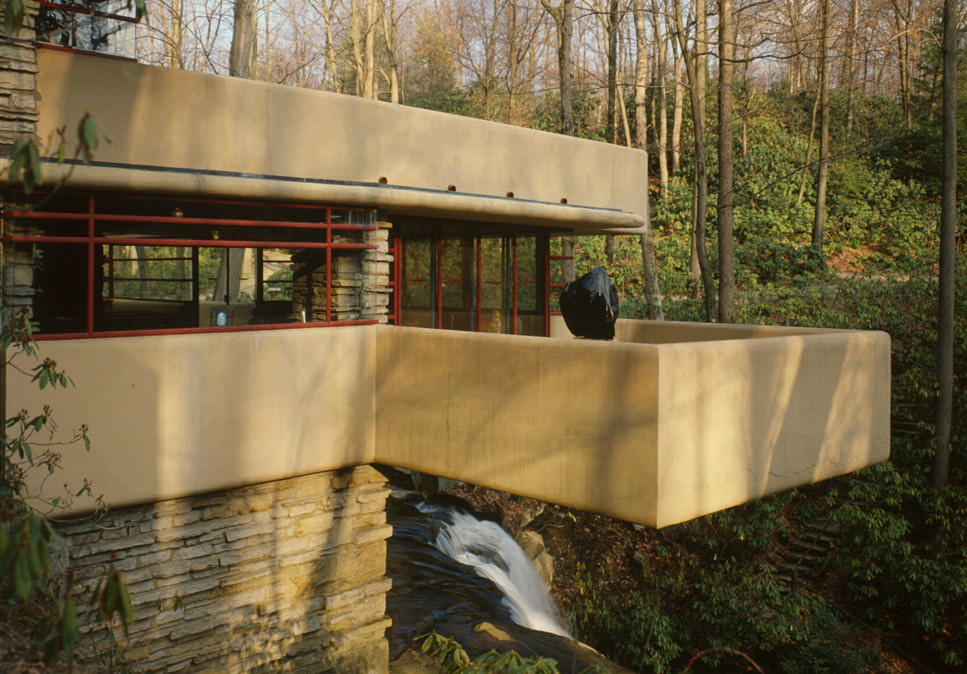
Voladisses de la Casa de la Cascada

Western Pennsylvania Conservancy va dur a terme un programa intensiu per a preservar i restaurar la Casa de la Cascada. Des de 1988, una firma d'arquitectura i enginyeria basada a Nova York fou la responsable dels materials de conservació de la Casa de la Cascada. Durant aquest temps, la firma va revisar els documents de construcció originals i els subseqüents informes de reparació, va avaluar les condicions i els problemes, així mateix van analitzar els materials seleccionats, va dissenyar la nova teulada fent-la impermeabilitat. Van també dirigir la restauració de les finestres i portes d'acer original. El sistema estructural de la Casa de la Cascada inclou una series de formigó reforçat a les balconades en voladís que tenien problemes des d'un bon principi.
A causa d'un entorn humit pel rierol, els fongs han estat un dels majors problemes. La condensació sota membranes del sostre era també una dificultat, degut a la manca de protecció contra la humitat o trencament de pont tèrmic.
En 1995, Western Pennsylvania Conservancy va encarregar un estudi de la integritat estructural de la Casa de la Cascada. Enginyers estructurals van analitzar el moviment de les voladisses i van fer estudis de radar per a localitzar i quantificar el reforçament. Això va demostrat que el Walter Hells havia afegit un reforç al pla de Wright; malgrat això, les voladisses estaven encara massa poc reforçades. Es va llogar una firma d'arquitectura per arreglar el problema.
El 2002, l'estructura va ser reparada utilitzant formigó pretesat. Els blocs de terra de pedra de la sala d'estar van ser etiquetats i extrets un a un. Els blocs es van unir a les bigues en voladís de formigó i bigues de pis, es van posar cables d'acer entre els blocs i els murs exteriors de formigó, i llavors els cables es van tensar utilitzant jacks. Els pisos i els murs van ser arreglats, deixant l'aparença de l'interior i l'exterior de la Casa de la Cascada sense canvis. Les Voladisses tenen ara el suficient suport i la desviació s'ha aturat.

## Representacions de la casa en la cultura popular
- Fallingwater inspired the fictional Vandamm residence at Mount Rushmore in the 1959 Alfred Hitchcock film North by Northwest.[25]
- Fallingwater inspired the architecture and the "carrot juice" waterfall of Bugs Bunny's mansion in the 1979 Compilation_film The Bugs Bunny Road Runner Movie.
- Composer Michael Daugherty's 2013 concerto for violin and string orchestra, "Fallingwater," was inspired by the house.[26]
- The design of Fallingwater was used by Gerry_Anderson and Derek_Meddings in designing Thunderbirds' base of Tracy Island, specifically the main house.
- The house also appears in Dan Simmons' science fiction novel Endymion.
- Fallingwater is featured as a landmark set in the Lego product range Lego Architecture (set number 21005 from 2009).